# Pachodynerus erynnis
Pachodynerus erynnis är en stekelart som först beskrevs av Amédée Louis Michel Lepeletier 1841.  Pachodynerus erynnis ingår i släktet Pachodynerus och familjen Eumenidae. Inga underarter finns listade i Catalogue of Life.